# سامرزورت (نیوهمپشایر)
سامرزورت (به انگلیسی: Somersworth) شهری در ایالت نیوهمپشایر کشور ایالات متحده آمریکا است که جمعیت آن در سرشماری سال ۲۰۱۰ میلادی، ۱۱٬۷۶۶ نفر بوده‌است.

## نگارخانه

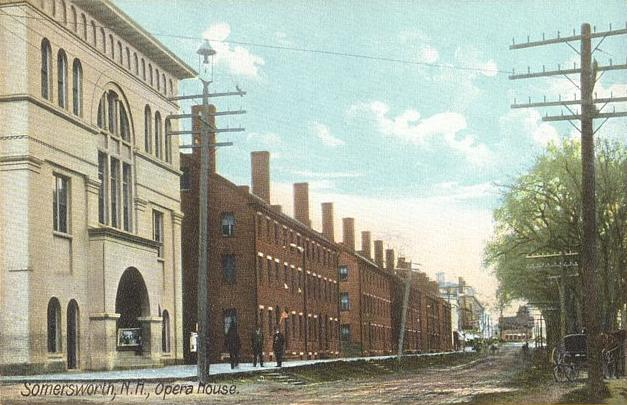
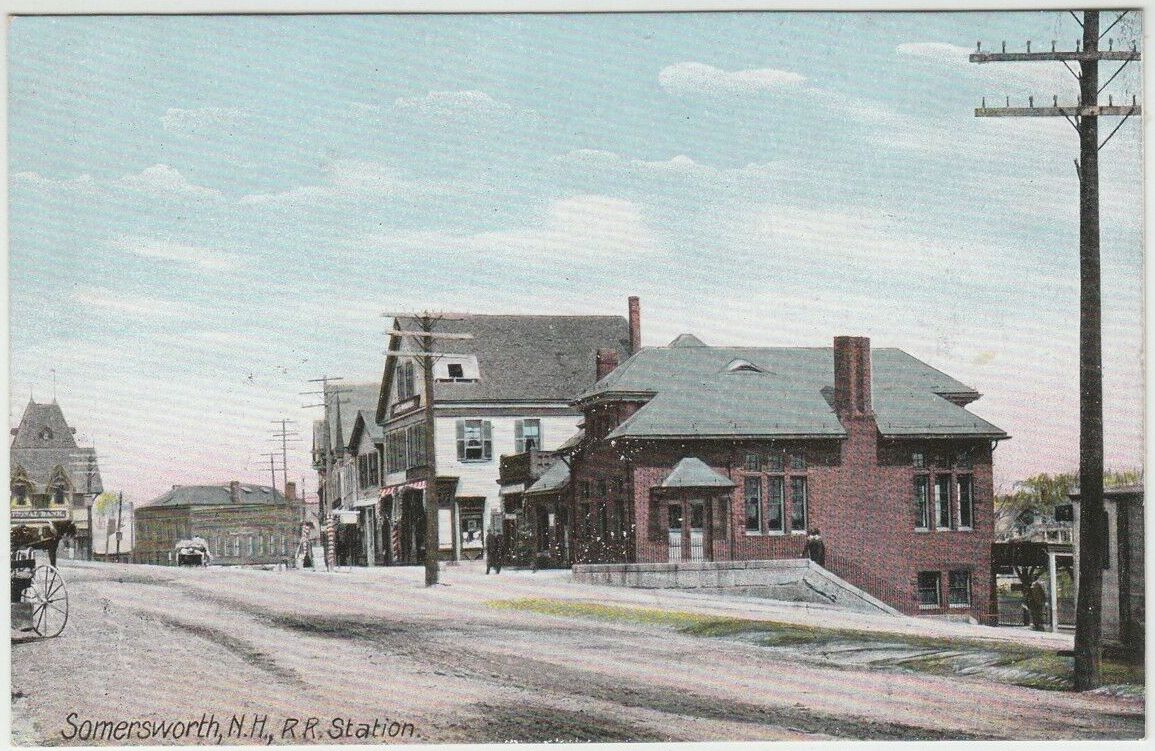
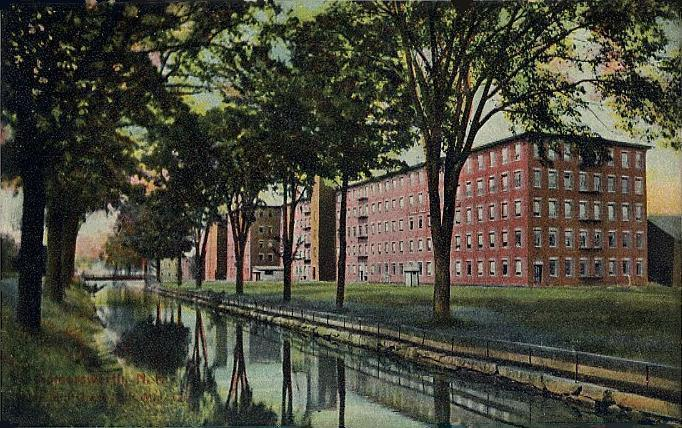
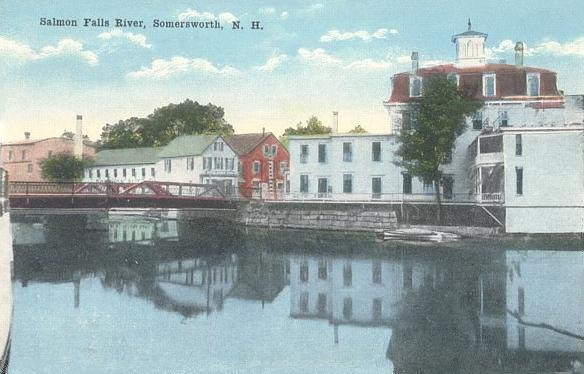